# Kush Ups
Kush Ups è un singolo del rapper statunitense Snoop Dogg, realizzato in collaborazione col rapper statunutense Wiz Khalifa, pubblicato il 7 giugno 2016 dalle etichette Doggystyle Records/eOne Music.
Il singolo anticipa la pubblicazione del quattordicesimo album in studio del rapper, Coolaid. La base della canzone, contenente un campione della canzone I Wanna Rock del beatmaker statunitense Luther Campbell. È stata prodotta da KJ Conteh.

## Video musicale
Il videoclip, pubblicato il giorno stesso della pubblicazione della canzone, è diretto dal regista Dan Folger, ed è completamente girato in bianco e nero.

## Tracce
1. Kush Ups (feat. Wiz Khalifa) – 3:57

## Classifiche
| Classifiche (2016)        | Posizione massima |
| ------------------------- | ----------------- |
| Francia                   | 199               |
| Stati Uniti (R&B/hip-hop) | 50                |